# Ciocia Bólzęba
Ciocia Bólzęba, Ciotka Fluksja (duń. Tante Tandpine) – baśń literacka autorstwa Hansa Christiana Andersena, wydana po raz pierwszy w 1872 roku.

## Publikacja
Baśń literacka Andersena o Cioci Bólzęba została po raz pierwszy opublikowana przez wydawnictwo C.A. Reitzel w Kopenhadze 23 listopada 1872 roku w antologii Nowe Bajki i Opowieści. Trzecia Seria. Druga Kolekcja. 1872 (duń. Nye Eventyr og Historier. Tredie Række. Anden Samling. 1872). W tomie znalazły się również baśnie: Kaleka, Klucz od bramy  oraz Opowieść starej Joanny. Utwór wznowiono 20 grudnia 1874 roku w zbiorze Bajki i opowieści. Tom piąty. 1874 (duń. Eventyr og Historier. Femte Bind. 1874), za życia pisarza.
Pisarz użył w baśni motywów zaczerpniętych z religii chrześcijańskiej, takich jak: Bóg, wiara, zmartwychwstanie, anioł, grzech, pobożna pokora, pogrzeb, grób. Bohaterowie mówią o przeświadczeniu związanym z higieną układu pokarmowego: jedzenie słodyczy powoduje psucie się zębów.

## Przekłady
Baśń została przetłumaczona na szereg języków europejskich, m.in. na: niemiecki, angielski, francuski, włoski i hiszpański.
Andersenowska Ciocia Bólzęba została przetłumaczona po raz pierwszy na język polski z języka niemieckiego przez Stefanię Beylin i wydana w 1931 roku w sześciotomowym zbiorze Baśni w Krakowie w Wydawnictwie Jakuba Mortkowicza pod tytułem Ciotka Fluksja. W 2006 roku ukazało się tłumaczenie z języka duńskiego Bogusławy Sochańskiej (Baśnie i opowieści. T. I–III).

## Fabuła
Narrator opowiada, skąd pochodzi historia: z papierów znalezionych w śmietniku w sklepie rzeźnika. Książki i rękopisy często trafiają do sklepów jako papier nadający się do pakowania. Znajomy chłopiec, syn właściciela sklepu, zbiera takie papiery i tworzy z nich kolekcję literatury uratowanej przed zniszczeniem. Chłopak pokazuje narratorowi fragment rękopisu należącego do niedawno zmarłego studenta. Rękopis jest zapisem wspomnień.
Autor dostaje słodycze od cioci, która nadal go nimi rozpieszcza. Uważa, że ma w sobie coś z poety, ale niewystarczająco, by nim być w pełni. Porównuje miasto do biblioteki, gdzie budynki to regały pełne różnych historii. Refleksje nad liściem przyniesionym przez wiatr prowadzą go do filozoficznych przemyśleń o ludzkiej wiedzy. W tym momencie odwiedza go ciocia Mille, której pokazuje liść i dzieli się swoimi przemyśleniami. Ciocia zachwyca się jego wyobraźnią i twierdzi, że zostanie wielkim poetą. Przedstawia się ciocię jako starą pannę, która kocha dzieci i obdarowuje je słodyczami. Często cierpi na ból zęba i dlatego przyjaciel, browarnik Rasmussen, nazywa ją „Ciocia Bólzęba” (duń. Tante Tandpine).
Rasmussen nie ma zębów, a ciocia ma piękne, białe zęby – ponoć dlatego, że nie sypia z nimi w nocy. Pewnego razu ciocia śni, że wypada jej ząb, co interpretuje jako stratę przyjaciela. Rasmussen żartuje z tego snu, co obraża ciocię, choć później go usprawiedliwia. Browarnik kiedyś jej się oświadczył, ale ciocia za długo się wahała i została starą panną.
Gdy Rasmussen umiera, ciocia obserwuje jego pogrzeb z dziećmi przez okno. Student jako dziecko wierzył, że Rasmussen zamienił się w anioła. Ciotka wzrusza się jego wyobraźnią i powtarza, że chłopiec zostanie wielkim poetą, wspierając go zarówno w cierpieniach twórczych, jak i przy bólu zęba.
Student opowiada ciotce o swoim nowym mieszkaniu, w którym mieszka od miesiąca. Dom jest hałaśliwy: poruszają się obrazy na ścianach, trzaskają drzwi, dzwonią dzwonki, a wiatr uderza w okna i wdziera się przez pęknięte szyby. Lokatorzy wracają późno, a sąsiad ćwiczy grę na puzonie i gimnastykę w środku nocy. Hałas trwa także nad ranem: pianie koguta, tupot dzieci do szkoły, odgłosy portiera, a do tego zapach mydlin od sąsiadki piorącej rękawiczki. Mimo wszystko mężczyzna stwierdza, że to miły dom, a ciotka zachwyca się jego barwnym opisem i zachęca go, by pisał dalej.
Wieczorem podczas śnieżnej burzy student pomaga swojej ciotce wrócić z teatru do domu. Warunki są trudne, tak że ledwo da się iść, a wszystkie dorożki są zajęte. Ciotka nie może wrócić do siebie, więc zostaje na noc u siostrzeńca. Gospodyni pożycza jej suche ubrania i przygotowuje posłanie na sofie. W pokoju panuje przytulna atmosfera, a ciotka opowiada wspomnienia z młodości. Mówi o ząbkowaniu studenta: od pierwszych mlecznych zębów po zęby mądrości.
Rozmowa staje się refleksyjna, poruszając temat starości i przemijania. Ciotka zasypia, ale narrator nie może znaleźć spokoju z powodu burzy i odgłosów w domu. Nagle pojawia się dziwna postać – uosobienie bólu zęba, „Pani Ból Zęba”. Grozi narratorowi bólem, jeśli nie przestanie pisać wierszy i nie zrezygnuje z bycia poetą. Narrator błaga ją o litość i przysięga, że już nigdy nie będzie pisał poezji. Postać znika, ale zostawia po sobie ostatnie, bolesne ukłucie w policzek. Student zapada w głęboki, spokojny sen. Rano budzi się i zastaje ciotkę, która twierdzi, że nie chciała go budzić, bo spał jak anioł.
Narrator nie wie, czy to naprawdę ciotka, czy może nocna zjawa, ale wszystko zapisuje – prozą, nie wierszem, i nie zamierza tego drukować.